# Lokandu
Lokandu (ehemals Riba-Riba) ist eine Stadt in der Provinz Maniema im Osten der Demokratischen Republik Kongo. Sie liegt am Fluss Lualaba flussabwärts (etwa 60 Kilometer nördlich) der Provinzhauptstadt Kindu.
Der britische Afrikaforscher Henry Morton Stanley bezeichnet den Ort als „das Grenzdorf von Manyema, das Riba-Riba genannt wird.“
Im Mai 1888 wurde der schottische Naturforscher James Sligo Jameson, der gemeinsam mit dem arabischen Sklavenhändler Tippu-Tip reiste, in Riba-Riba anscheinend Zeuge eines kannibalistischen Rituals.
Der Ort 1893 im Zuge des belgisch-arabischen Krieges von einer Truppe unter der Führung von Louis Napoléon Chaltin erobert und niedergebrannt, die von Bena-Kamba aus über Land vorrückte. Nach dem Wiederaufbau erhielt sie ihren heutigen Namen.